# هرابة (حبيش)

تعديل مصدري - تعديل

هرابة محلة تابعة لقرية العارضه العليا، التابعة لعزلة العارضة بمديرية حبيش إحدى مديريات محافظة إب في الجمهورية اليمنية، بلغ تعداد سكانها 27 حسب تعداد اليمن لعام 2004.